# Saut en hauteur masculin aux championnats du monde d'athlétisme 1995
Navigation
Stuttgart 1993 Athènes 1997
L'épreuve du saut en hauteur masculin des championnats du monde d'athlétisme 1995 s'est déroulée les 6 et 8 août 1995 à l'Ullevi Stadion de Göteborg, en Suède. Elle est remportée par le Bahaméen Troy Kemp.

## Résultats

### Finale
| Rang               | Athlète           | Pays        | Essais | Essais | Essais | Essais | Essais | Essais | Essais | Essais | Marque | Notes |
| Rang               | Athlète           | Pays        | 2,15 m | 2,20 m | 2,25 m | 2,29 m | 2,32 m | 2,35 m | 2,37 m | 2,39 m | Marque | Notes |
| ------------------ | ----------------- | ----------- | ------ | ------ | ------ | ------ | ------ | ------ | ------ | ------ | ------ | ----- |
| Médaille d'or      | Troy Kemp         | Bahamas     | -      | -      | o      | o      | -      | xo     | xo     | xxx    | 2,37 m |       |
| Médaille d'argent  | Javier Sotomayor  | Cuba        | -      | -      | xxo    | -      | o      | o      | xxo    | xxx    | 2,37 m |       |
| Médaille de bronze | Artur Partyka     | Pologne     | o      | -      | o      | -      | x      | o      | xxx    |        | 2,35 m |       |
| 4                  | Steve Smith       | Royaume-Uni | -      | -      | -      | o      | -      | xxo    | xx     | x      | 2,35 m |       |
| 4                  | Steinar Hoen      | Norvège     | -      | o      | o      | o      | o      | xxo    | xxx    |        | 2,35 m |       |
| 6                  | Patrik Sjöberg    | Suède       | -      | -      | o      | -      | o      | xxx    |        |        | 2,32 m |       |
| 7                  | Tony Barton       | États-Unis  | -      | o      | o      | o      | xx     | -      | x      |        | 2,29 m |       |
| 8                  | Dragutin Topić    | Yougoslavie | o      | -      | o      | xxx    |        |        |        |        | 2,25 m |       |
| 8                  | Tim Forsyth       | Australie   | o      | -      | o      | xxx    |        |        |        |        | 2,25 m |       |
| 8                  | Jarosław Kotewicz | Pologne     |        |        |        |        |        |        |        |        | 2,25 m |       |
| 11                 | Ian Thompson      | Bahamas     |        |        |        |        |        |        |        |        | 2,25 m |       |
| 12                 | Bi Hongyong       | Chine       |        |        |        |        |        |        |        |        | 2,15 m |       |

### Qualifications
Qualification: 2,29 m (Q) ou les 12 meilleures performances (q).
| Rang | Groupe | Athlète               | Pays            | 2.00 | 2.10 | 2.15 | 2.20 | 2.24 | 2.27 | 2.29 | Marque | Notes |
| ---- | ------ | --------------------- | --------------- | ---- | ---- | ---- | ---- | ---- | ---- | ---- | ------ | ----- |
| 1    | A      | Steve Smith           | Grande-Bretagne | –    | –    | –    | xo   | o    | xxo  | o    | 2.29   | Q     |
| 2    | A      | Dragutin Topić        | Yougoslavie     |      |      |      |      |      |      |      | 2.29   | Q     |
| 2    | A      | Tony Barton           | États-Unis      |      |      |      |      |      |      |      | 2.29   | Q     |
| 4    | A      | Troy Kemp             | Bahamas         |      |      |      |      |      |      |      | 2.27   | q     |
| 4    | A      | Steinar Hoen          | Norvège         |      |      |      |      |      |      |      | 2.27   | q     |
| 6    | A      | Jarosław Kotewicz     | Pologne         |      |      |      |      |      |      |      | 2.27   | q     |
| 7    | A      | Bi Hongyong           | Chine           |      |      |      |      |      |      |      | 2.27   | q     |
| 8    | A      | Sorin Matei           | Roumanie        |      |      |      |      |      |      |      | 2.27   |       |
| 9    | A      | Wolfgang Kreißig      | Allemagne       |      |      |      |      |      |      |      | 2.24   |       |
| 9    | A      | Gilmar Mayo           | Colombie        |      |      |      |      |      |      |      | 2.24   |       |
| 9    | A      | Dimitrios Kokotis     | Grèce           |      |      |      |      |      |      |      | 2.24   |       |
| 12   | A      | Arturo Ortíz          | Espagne         |      |      |      |      |      |      |      | 2.24   |       |
| 12   | A      | Lee Jin-taek          | Corée du Sud    |      |      |      |      |      |      |      | 2.24   |       |
| 14   | A      | Chris Anderson        | Australie       |      |      |      |      |      |      |      | 2.24   |       |
| 15   | A      | Charles Lefrançois    | Canada          |      |      |      |      |      |      |      | 2.15   |       |
| 16   | A      | Mark Mandy            | Irlande         |      |      |      |      |      |      |      | 2.15   |       |
| 17   | A      | Robert Ruffini        | Slovaquie       |      |      |      |      |      |      |      | 2.10   |       |
| 18   | A      | Antonio Pazzaglia     | Saint-Marin     |      |      |      |      |      |      |      | 2.00   |       |
| 1    | B      | Tim Forsyth           | Australie       | –    | –    | –    | o    | xo   | o    | o    | 2.29   | Q     |
| 2    | B      | Javier Sotomayor      | Cuba            |      |      |      |      |      |      |      | 2.27   | q     |
| 2    | B      | Patrik Sjöberg        | Suède           |      |      |      |      |      |      |      | 2.27   | q     |
| 2    | B      | Artur Partyka         | Pologne         |      |      |      |      |      |      |      | 2.27   | q     |
| 2    | B      | Ian Thompson          | Bahamas         |      |      |      |      |      |      |      | 2.27   | q     |
| 6    | B      | Charles Austin        | États-Unis      |      |      |      |      |      |      |      | 2.27   |       |
| 7    | B      | Dalton Grant          | Grande-Bretagne | –    | –    | o    | xo   | xo   | xxo  | xxx  | 2.27   |       |
| 8    | B      | Lambros Papakostas    | Grèce           |      |      |      |      |      |      |      | 2.27   |       |
| 9    | B      | Wolf-Hendrik Beyer    | Allemagne       |      |      |      |      |      |      |      | 2.24   |       |
| 9    | B      | Håkon Särnblom        | Norvège         |      |      |      |      |      |      |      | 2.24   |       |
| 9    | B      | Brendan Reilly        | Grande-Bretagne | –    | –    | –    | o    | o    | xxx  |      | 2.24   |       |
| 12   | B      | Konstantin Matusevich | Israël          |      |      |      |      |      |      |      | 2.24   |       |
| 13   | B      | Khemraj Naiko         | Maurice         |      |      |      |      |      |      |      | 2.20   |       |
| 14   | B      | Oleg Zhukovskiy       | Biélorussie     |      |      |      |      |      |      |      | 2.20   |       |
| 15   | B      | Rick Noji             | États-Unis      |      |      |      |      |      |      |      | 2.20   |       |
| 16   | B      | Ralf Sonn             | Allemagne       |      |      |      |      |      |      |      | 2.20   |       |
|      | B      | Juha Isolehto         | Finlande        |      |      |      |      |      |      |      | NM     |       |

## Légende
Records et Performances
- AR : Record continental (area record)
- CR : Record des championnats (championship record)
- MR : Record du meeting (meet record)
- NR : Record national (national record)
- OR : Record olympique (olympic record)
- PR : Record paralympique (paralympic record)
- PB : Record personnel (personal best)
- SB : Meilleure performance personnelle de la saison (season's best)
- WL : Meilleure performance mondiale de l'année (world leader)
- WJR : Record du monde junior (world junior record)
- WR : Record du monde (world record)

Circonstances et Conditions
- DNF : N'a pas terminé (did not finish)
- DNS : N'a pas pris le départ (did not start)
- DQ : Disqualification (disqualification)
- NM : Aucun essai valable enregistré (No Mark)
- Q : Qualifié « directement » au prochain tour (ou à la prochaine compétition), lors d'une compétition majeure, grâce au classement ou à la réalisation des minima (automatic qualifier)
- q : Qualifié au prochain tour (ou à la prochaine compétition), lors d'une compétition majeure, grâce au repêchage ou à la réalisation de l'une des meilleures performances parmi celles des « non qualifiés directement » (grâce au meilleur temps ou à la meilleure distance par exemple) (secondary qualifier)